# アイスホッケーアルゼンチン代表
アイスホッケーアルゼンチン代表（アイスホッケーアルゼンチンだいひょう、英語: Argentina national ice hockey team）は、アルゼンチンのアイスホッケーナショナルチーム。
アルゼンチンは1998年に国際アイスホッケー連盟に加盟したが、これまで国際大会に出場したことはない。

## 主な成績
- 冬季オリンピック - 出場なし。
- アイスホッケー世界選手権 - 出場なし。